# Peter Wanngren
Ernst Peter Wanngren, född 29 maj 1952, är en svensk musiker, kompositör, musikproducent och röstskådespelare.
Peter Wanngren har varit verksam som musiker och artist sedan 1970-talet, bland annat som låtskrivare och medlem i grupperna Ritz och Pastellerna och har med dessa medverkat i Melodifestivalen tre gånger med egenhändigt skrivna låtar. I dessa sammanhang medverkade även hans hustru Kerstin Andeby och de har samarbetat i olika konstellationer, som fältartister på Cypern och i Libanon 1986, i 10 år turnerat i folkparkerna med föreställningen Svingelskogen, i rollen som Smartur Räv, och tillsammans skrivit nästan all musiken till föreställningen. De har också producerat en mängd musik och skivor för barn genom det egna studiobolaget Musikrummet. För albumet Majas alfabetssånger fick de en Grammis 1993 och det sålde guldskiva 2001.
Han har också dubbat röster på film sedan 1980-talet, bland annat som Tiger i filmer om Nalle Puh, Nidvin i Bumbibjörnarna och Lucky Luke. Han var också speaker i Disneys videoreklamer. Han är även verksam som musiklärare på Sundstagymnasiet i flera olika musikämnen och studioteknik.

## Filmografi
- 1983 – He-Man and the Masters of the Universe (TV-serie) (He-Mans röst)
- 1985 – Asterix – gallernas hjälte (röst)
- 1986 - Lucky Luke (Lucky Lukes och William Daltons röster)
- 1986 – My Little Pony (TV-serie) (röst)
- 1987 – Skogsfamiljerna (TV-serie) (röst)
- 1989 – Bumbibjörnarna (TV-serie) (Nidvins röst)
- 1989 – Babar (TV-serie) (röst i KM Studios dubbning)
- 1992 – Peter Pan (röst i nydubb)
- 1996 – Ringaren i Notre Dame (röst)
- 1997 – Nalle Puh och jakten på Christoffer Robin (röst)
- 1997 – Oliver & gänget (röst i nydubb)

## Musikaliska verk
- Majas alfabetssånger (Grammisbelönad 1993)
- Barnens psalmbok + CD
- Cirkus Hoppalång

### Fotnoter
1. 1 2 3  Sveriges befolkning 2000, Sveriges Släktforskarförbund, 2020, läst: 12 oktober 2021.[källa från Wikidata]
2. ↑  Oskar Nyström (21 mars 2016). ”Tio i topp med 60-talspop”. Nya Wermlands-Tidningen. Arkiverad från originalet den 13 augusti 2016. https://web.archive.org/web/20160813104657/http://nwt.se/karlstadsliv/2016/03/21/tio-i-topp-med-60-talspop. Läst 31 juli 2016.